# Nogometni Klub Krka
Il Nogometni Klub Krka è una società calcistica slovena con sede nella città di Novo Mesto.
Fondato nel 1922, il club nel 2018-2019 milita nella Druga slovenska nogometna liga.

## Stadio
Il club gioca le gare casalinghe allo stadio Portoval, che ha una capacità di 1500 posti a sedere.

## Rosa 2022-2023
| N. |                     | Ruolo | Calciatore            |
| -- | ------------------- | ----- | --------------------- |
| 3  | Slovenia (bandiera) | D     | Gregor Žugelj         |
| 4  | Slovenia (bandiera) | C     | Dejan Krljanović      |
| 5  | Slovenia (bandiera) | D     | Alen Vučkić           |
| 6  | Croazia (bandiera)  | D     | Vinko Buden           |
| 7  | Slovenia (bandiera) | C     | Amer Krcić            |
| 8  | Croazia (bandiera)  | C     | Josip Marošević       |
| 9  | Slovenia (bandiera) | A     | Anže Košnik           |
| 10 | Slovenia (bandiera) | C     | Denis Mojstrović      |
| 11 | Slovenia (bandiera) | A     | Jaka Ihbeisheh        |
| 14 | Slovenia (bandiera) | D     | Andrija Novosel       |
| 15 | Slovenia (bandiera) | D     | Leo Ejup              |
| 16 | Slovenia (bandiera) | C     | Martin Kramarič       |
| 17 | Slovenia (bandiera) | C     | Danijel Dežmar        |
| 19 | Slovenia (bandiera) | A     | Urban Kramar          |
| 20 | Camerun (bandiera)  | C     | Thierry Alain Mbognou |
| 21 | Croazia (bandiera)  | D     | Danijel Rašić         |
| 23 | Slovenia (bandiera) | A     | Luka Pavič            |

| N. |                     | Ruolo | Calciatore              |
| -- | ------------------- | ----- | ----------------------- |
| 25 | Slovenia (bandiera) | A     | Mitja Brulc             |
| 27 | Croazia (bandiera)  | A     | Marin Perić             |
| 28 | Camerun (bandiera)  | C     | Arouna Bissene          |
| 31 | Croazia (bandiera)  | P     | Matko Obradović         |
| 33 | Camerun (bandiera)  | C     | Joel Stephane Obele Mba |
| 44 | Slovenia (bandiera) | C     | Jure Balkovec           |
| 47 | Croazia (bandiera)  | C     | Mario Carević           |
| 55 | Slovenia (bandiera) | C     | Zoran Zeljkovič         |
| 68 | Slovenia (bandiera) | P     | Tomaž Vidergar          |
| 77 | Slovenia (bandiera) | C     | Žiga Kastrevec          |
| 99 | Slovenia (bandiera) | C     | Saša Ranić              |
| –  | Slovenia (bandiera) | A     | Adnan Bešić             |
| –  | Slovenia (bandiera) | D     | Miroslav Cvijanović     |
| –  | Slovenia (bandiera) | C     | Žiga Kočevar            |
| –  | Slovenia (bandiera) | C     | Gregor Režonja          |
| –  | Slovenia (bandiera) | C     | Dino Stančić            |
| –  | Ghana (bandiera)    | C     | Nana Welbeck            |

## Palmarès

### Altri piazzamenti
- Coppa di Slovenia:

Semifinalista: 1992-1993, 1993-1994, 1997-1998, 2000-2001, 2016-2017